# Second Life
 (octobre 2016).
Second Life (SL) est un métavers, un univers virtuel persistant, en trois dimensions sorti en 2003 et gratuit. Ce logiciel permet à ses utilisateurs d'incarner des personnages virtuels dans un monde créé par les résidents eux-mêmes. Les utilisateurs peuvent concevoir le contenu de l'univers en ligne : vêtements, bâtiments, objets, animations et sons, etc., ainsi qu'acquérir des parcelles de terrain dont ils obtiennent la jouissance en utilisant une monnaie virtuelle auprès de Linden Lab, la société qui édite le programme informatique open-source. Celle-ci gère la connexion et le rendu graphique de l'univers virtuel, et assure la maintenance du matériel requis pour l'hébergement des données.
Ayant connu une grande médiatisation en 2003-2007 (d'où l'investissement de divers acteurs commerciaux et institutionnels pour y être représentés), l'univers connaît un franc déclin à partir de début septembre 2007, à la fois à cause de la crise des subprimes, qui affecte aussi les banques de Second Life, et du fait que la plupart des investisseurs et clients ont déserté un espace virtuel (offre en ligne) considéré comme trop complexe et redondant. Cependant, l'univers est pérenne, le nombre de connexions quotidiennes étant de l'ordre de 60 000 en 2012.

## Historique

### Prémices

#### (1999-23 juin 2003)
La société Linden Lab, créée en 1999 par Philip Rosedale, avait initialement pour ambition de développer un équipement matériel destiné à l'immersion dans un monde virtuel, dans un esprit similaire au Virtual Boy de Nintendo ou à l'Oculus Rift. Cependant, le prototype que la société développa était perçu comme un gros équipement métallique relié à des écrans le tout porté sur les épaules, et ne sera jamais commercialisé.
La société par la suite changea d'orientation et se concentra sur le développement de Linden World, une application dans laquelle les utilisateurs participaient à des jeux et interagissaient socialement au sein d'un environnement tridimensionnel. Le paradigme de ce jeu évolua et donna naissance en 2003 au métavers centré sur l'utilisateur qu'est Second Life. Dans cette dernière forme, le principe de fonctionnement de Second Life est très proche de celui décrit dans le roman Snow Crash (Le Samouraï virtuel) de Neal Stephenson ; cependant, P. Rosedale a déclaré qu'il connaissait le roman mais ne s'en était pas inspiré, sa conception des univers virtuels étant antérieure au roman, publié en 1992. On notera aussi la similitude avec Le Deuxième Monde, plate-forme française créée en 1997 et fermée en 2001.

### Buzz médiatique

#### 24 juin 2003 - 31 août 2007
La société Linden Lab provoque alors un effet de mode, grâce à une communication massive sur tout type de média, en plus des annonces publicitaires traditionnelles et de la création de différents points d'informations sur Internet ; Linden Lab charge une société, Lewis PR, de la publications d'articles dans les médias du monde entier. L'engouement médiatique construit par Linden Lab pour Second Life commence à prendre aux États-Unis en 2005 ; les médias grands publics, spécialisés ou destinés aux investisseurs témoignent d'un intérêt fort pour le logiciel : Business Week par exemple fait une couverture sur Second Life. Les marques, portées par cette vague, investissent dans le métavers et créent des boutiques et même des objets virtuels pour Second Life. La première marque ayant ouvert une boutique est American Apparel bientôt suivie par de grandes marques de tous secteurs. Des bureaux de recrutements apparaissent, et des acteurs institutionnels investissent dans l'univers : on y retrouve de nombreuses universités, et certains pays ouvrent même des ambassades virtuelles.
Les entreprises comme les particuliers percevaient alors Second Life comme un espace ouvert, vecteur potentiel de rencontre ou d'échanges commerciaux, permettant de recréer les éléments de la vie réelle par le truchement d'une identité électronique et en abolissant les distances. Des débats, expositions, conférences, formations, recrutements, concerts, mariages étaient des événements courants sur Second Life, plusieurs sociétés investissant à des fins de marketing pour occuper cet espace. Les entreprises envisagèrent aussi Second Life comme un outil de marketing : un panel d’avatars pouvait permettre de répondre aux problématiques des marques souhaitant s'implanter ou développer leur(s) offre(s) sur Second Life dans un premier temps, puis dans la vie réelle. Il offrait la possibilité d’évaluer les nouveautés en s’appuyant sur des études de marketing allant des entretiens qualitatifs individuels aux tests produits, en passant par des sondages quantitatifs,,. Le commerce sur Second Life a entraîné la mise en place de stratégies de marketing virtuel spécifiques afin d'attirer la clientèle et assurer la publicité. À cette époque, quelques grandes entreprises s'y sont implantées : Dell par exemple a créé des magasins dans lesquels l’entreprise mettait en vente des ordinateurs que les internautes pouvaient commander, payer via Second Life et recevoir chez eux, dans la vraie vie. American Apparel ouvrit une boutique afin de tester la popularité de ses produits. IBM disposait d'une multitude d'îles dans lesquelles l'entreprise organisait fréquemment des conférences avec ses employés.
Le monde académique s'intéressa alors aussi à Second Life, dont Harvard, l'Université de New York et Stanford, comme support pour la formation en ligne. L'enseignement des langues étrangères s'essaie aussi à Second Life. Plusieurs écoles d'anglais langue étrangère s'implantèrent, certaines se concentrant sur l'espace destiné aux adolescents (Teen Second Life (en)).
En France, le buzz médiatique prend forme en 2007, conforté par des prévisions de grands analystes comme Gartner qui en 2007 prédisent que 80 % des internautes auront une seconde vie dans un univers virtuel à la fin 2011. Les élections présidentielles françaises sont l'occasion pour les partis politiques d'investir le métavers. L'engouement touche aussi le milieu de la mode, qui y organise des défilés virtuels, des concours de mannequinat ou encore des jeux concours ; même la marine française communique alors sur Second Life et y organise des événements. Des partis de candidats à l'élection présidentielle française de 2007, Jean-Marie Le Pen, Nicolas Sarkozy, Ségolène Royal, François Bayrou, José Bové, Marie-George Buffet et Dominique Voynet y ont ouvert des bureaux de campagne virtuels,.

### L'après buzz

#### 1erseptembre 2007 - aujourd’hui
Dès 2007, des médias comme le magazine américain Wired, commencent à douter du système,, : le nombre de clients potentiel étant largement inférieur aux prévisions, ils évoquent la possibilité d'un buzz sans lendemain. Beaucoup d'entreprises commencent alors à désinvestir cet univers, entraînant le désintérêt des médias de masse et l'éclatement de la bulle d'investissement induite. Les magasins ferment un à un : le premier magasin ouvert, American Apparel ferme au bout d'un an d'existence. De nombreux espaces dans Second Life sont peu à peu abandonnés. Dell ferme ses magasins ; pour IBM, le recours à Second Life et l'investissement important de la société ont été un échec coûteux ; elle remplace la solution Second Life pour entreprise (fermé par Linden Lab en 2010) utilisée pour ses réunions par OpenSimulator.
De plus, en 2008, le système bancaire virtuel est mis à mal, la crise bancaire dans la vie réelle entraînant une crise bancaire dans Second Life.
La société connait aussi des dissensions internes : son CEO est contraint de démissionner en décembre 2007, remplacé par le fondateur, Rosedale, qui quitte le poste en mai 2008,.
C'est cependant en 2009 que le pic d'utilisateurs connectés simultanément sur Second Life est observé, atteignant 88 200 lors du premier trimestre 2009. Mais ces chiffres préfigurent une lente décroissance et sont même contestés. En novembre 2010, la société communique encore sur le nombre de comptes existants (21,3 millions) mais ne donne plus d'informations sur les utilisateurs actifs. Elle ferme aussi son département voué aux solutions sécurisées pour l'entreprise et licencie un tiers de ses employés,.
Le monde académique a abandonné lui aussi Second Life pour des solutions dédiées ou des solutions plus simples comme la mise à disposition de vidéos des cours en ligne. C'est par exemple le cas d'Harvard, de l'Université de New York et de Stanford. L'enseignement des langues étrangères a déserté aussi l'univers. Cependant, Second Life propose encore des solutions destinées à l'éducation. Il en va de même des politiques : en France, les débats autour de la campagne présidentielle de 2012 ont été quasiment absents de ce métavers, qui s'est de plus en plus éloigné de ce type de préoccupations pour s'orienter davantage vers le loisir. Une des raisons de la désaffection des utilisateurs pour Second Life (tout de même encore 200 000 utilisateurs actifs journaliers) à partir de 2012 proviendrait aussi de la montée en puissance de Facebook, reconnu comme plus facile d'accès. Les rumeurs de prostitutions virtuelles, de violence et de pédophilie mettent à mal quant à elle la réputation de la plateforme.
Même s'il a complètement disparu de l'univers médiatique, le métavers survit pourtant toujours : en 2014, il devient possible de visiter l'intégralité du monde de Second Life via l'Oculus Rift.
En 2016, Linden Lab a officiellement suspendu le support d'Oculus Rift CV1 dans Second Life, pour des raisons de performances insuffisantes. Si ce casque de réalité virtuelle peut encore être utilisé avec le viewer CtrlAltStudio, il n'est pas compatible avec les personnages et les objets Bento. Cette technologie fera cependant partie intégrante du projet Sansar désigné comme le successeur de Second Life.
En 2016, pour le journal Le Monde, « dix ans après Second Life est toujours bien vivant ». En 2019, Linden Lab revendique encore 800 000 personnes se connectant au moins une fois par mois sur Second Life.
En mars 2020, Linden Lab vend la plateforme sociale VR Sansar à Wookey Technologies Corporation, pour se concentrer sur Second Life. Ce projet qui devait être le successeur de Second Life était associé aux casques de réalité virtuelle, dont les ventes n'ont pas décollé.
En juillet 2020, Linden Lab a annoncé son acquisition par un groupe d'investissement dirigé par Randy Waterfield et Brad Oberwager. Il s'agit d'une acquisition purement spéculative qui ne devrait pas avoir d'effet immédiat concernant le fonctionnement de Second Life.
L'épidémie de Covid-19 a provoqué un regain d'activité dans Second Life, en raison de l'augmentation du nombre de connexions. Cependant, cette hausse de la fréquentation n'a eu qu'un très léger effet sur l'activité foncière, puisque le nombre de sims privées est resté relativement stable.

## Mécaniques de la plateforme

### Principe

#### Contenu des éléments dansSecond Life
Second Life est à la fois une plateforme de création de contenus (qui permet une palette de réalisations allant du jeu aux outils éducatif ou marketing),  et comme on y interagit et discute en temps réel, c'est aussi un réseau social. Ce métavers possède une économie propre reposant sur une monnaie virtuelle, le dollar Linden, convertible en dollars US auprès de bourses d'échange gérées par Linden Lab ou indépendantes. Cette possibilité de convertir l'argent virtuel en argent réel permet potentiellement l'enrichissement des utilisateurs. Chaque participant est libre de fixer ses propres objectifs et de commercer avec les autres, échangeant des services ou des biens virtuels, qu'il soit un simple particulier ou une entreprise. Les utilisateurs peuvent modifier leur apparence autant qu'ils le désirent et importer ou créer et partager des objets, des vêtements, des bâtiments, des sculptures, des véhicules de toutes sortes, des plantes, des animaux, des gadgets, des sons. Second Life propose des fonctions de messagerie instantanée, de discussion, et les objets qui y sont créés peuvent être programmés pour interagir avec les joueurs, changer d'aspect, se mouvoir et communiquer.
Chaque élément de Second Life fait partie d'une des trois catégories : avatar, objet ou terre.
- L'avatar est la représentation virtuelle d'un utilisateur, souvent de forme humanoïde. Si la forme humanoïde reste la plus rencontrée, la forme de l'avatar n'a de limite que celle de l'utilisateur.
- Les objets sont les éléments programmables que peut créer chaque utilisateur. Ils sont fabriqués à partir de formes géométriques de base appelées primitives, ou prims (sphère, cylindre, cube, prisme, tore, pyramide, cône) qui peuvent être retaillées de diverses façons et assemblées.
- La terre est la surface explorable de Second Life ; elle est divisée en cinq grands continents, créés par Linden Lab (dont trois entièrement viabilisés), et une myriade d'îles indépendantes achetées et construites par des Résidents, remplissant l'océan autour de ces continents. Chaque parcelle de terre peut contenir un nombre maximal de prims, proportionnel à sa surface.

#### Monnaie virtuelle
L'économie de Second Life repose sur la monnaie locale, le dollar Linden (L$) : chaque abonné payant de Second Life en reçoit chaque semaine, ce qui lui permet d'importer des sons ou images, d'acquérir des objets, des biens mobiliers et immobiliers, ainsi que des services auprès des autres utilisateurs. Les utilisateurs peuvent aussi acheter des dollars Linden ou en vendre sur LindeX, le site de change de Linden Lab, ou sur les sites similaires de tierces parties. Économiquement, le commerce sur Second Life se distingue du monde économique réel où peu de types d'objets sont vendus, mais en grande quantité, Second Life est très diversifié car il offre beaucoup d'objets en petite quantité qui n'engendrent ni coûts de stockage, ni coûts de distribution. C'est un système économique à « longue traîne ». En 2007, les casinos ont été interdits sur Second Life ; les résidents européens payent désormais une TVA reversée à leur pays de résidence, prélevée sur toute transaction commerciale avec Linden Lab, mais pas pour les transactions entre joueurs.
Les objets créés ou importés par les résidents appartiennent à Linden Lab. Les utilisateurs bénéficient d'une licence, et la copie non autorisée peut mener à des conséquences judiciaires dans la « vraie » vie. Ainsi, le créateur d'un objet, d'un texte, etc. peut interdire aux autres joueurs la copie de cet objet, sa transmission à un autre joueur, ou sa modification.
En 2007, les activités marchandes les plus courantes sont les boutiques de vêtements, discothèques, casinos, lieux de prostitution virtuelle, jeux vidéo, immobilier et architecture, jeux de rôles, etc. Des activités non marchandes s'y développent également, notamment dans les domaines du débat politique, de la solidarité internationale, d'expositions artistiques, etc.

### Aspects techniques

#### Clients et serveurs informatiques
Comme la plupart des univers persistants multijoueur en ligne, il existe des clients et des serveurs pour Second Life. Les échanges clients/serveurs reposent sur des protocoles standards : XML-RPC, HTTP et SMTP. La création d'objet repose sur la sculpture en utilisant Blender ou encore sur une modélisation par maillage.
Le client Second Life de Linden Lab fonctionne avec Windows XP, Windows Vista & Windows7 et 8 et 10, Mac OS X et Linux et est distribué gratuitement sur son site officiel. Il existe également de nombreuses alternatives développées par des tiers, comme Firestorm ou Singularity. Le 8 janvier 2007, le logiciel client Second Life a été libéré sous la licence GPL. Le programme serveur est lui hébergé sur des serveurs Linux appartenant à Linden Lab en Californie. La persistance du monde entraîne un coût énergétique : une étude, démontre en 2007 qu'un avatar consomme chaque année plus d'énergie qu'un brésilien moyen, soit 1 752 kilowatts-heures.
En janvier 2021, Linden Lab a annoncé que sa migration vers le Cloud d'Amazon était terminée. Dans la pratique, cela signifie que les full sims ne sont plus gérées par des serveurs dédiés, mais comme des entités à qui on attribue des ressources informatiques. Si cette évolution a été présentée comme un moyen d'améliorer le fonctionnement de Second Life, ce qui n'est pas faux, elle permet surtout de réaliser d'importantes économies dans la gestion des ressources techniques. Cependant, à la suite de cette migration, certains utilisateurs se sont plaints d'une baisse des performances, notamment dans les téléportations qui échouent plus souvent, en obligeant l'utilisateur à se reconnecter. La gestion de l'inventaire peut aussi être ralentie principalement lorsqu'on essaye d'enlever un vêtement. En tout état de cause, même si cette migration vers le cloud peut être critiquée, elle était absolument indispensable dans le contexte actuel de l'évolution des techniques informatiques.

#### Logiciel deSecond Life
Les primitives 3D de Second Life peuvent aussi exécuter certaines actions permises par le logiciel, à l'aide de scripts informatiques, et permettent donc aux utilisateurs d'animer des objets. Ils sont codés en Linden Scripting Language (LSL), un langage de script créé spécifiquement pour Second Life. Ils peuvent par exemple servir à modifier les caractéristiques de l'objet auquel ils sont attachés, comme sa forme et sa couleur, leur faire effectuer des déplacements, et permettre des interactions limitées avec les utilisateurs. Parmi les possibilités offertes, les utilisations suivantes sont fréquentes : animation d'accessoires pour avatars, fonctionnement de radios ou télévision en ligne, machines de vente, loterie, véhicules, etc. Le LSL permet aussi de gérer un moteur physique complet permettant d'intégrer des fonctions de gestion de force de gravité, de flottabilité, d'accélération, de couple… permettant de créer toutes sortes de véhicules roulants, volants, flottants, coulants, avec interaction en temps réel. On peut aussi communiquer avec l'extérieur de Second Life via CURL, en passant des variables à un site web par exemple.
Les fichiers sons importables sur Second Life sont limités à une longueur de dix secondes, afin de limiter les risques d'infraction au droit d'auteur. Un système de radios web permet l'écoute de musique en streaming. Ces canaux audio sont une fonction attachée au terrain virtuel sur lequel se trouvent les avatars.
Comme tout service sur Internet, Second Life a connu un certain nombre d'attaques. Vers la fin de l'année 2006, un logiciel appelé CopyBot, fondé sur le projet de rétro-ingénierie libsecondlife, développé avec l'autorisation de Linden Lab, a rendu possible d'outrepasser certaines mesures anti-copie implémentées dans Second Life, ce qui a provoqué de vives réactions de la part d'utilisateurs dont les revenus réels dépendent en partie ou en totalité de l'industrie commerciale dans Second Life. Le 18 novembre 2006, le site a été victime d'une attaque sur sa base de données client dans le but de dérober les mots de passe des joueurs.

### Sociologie

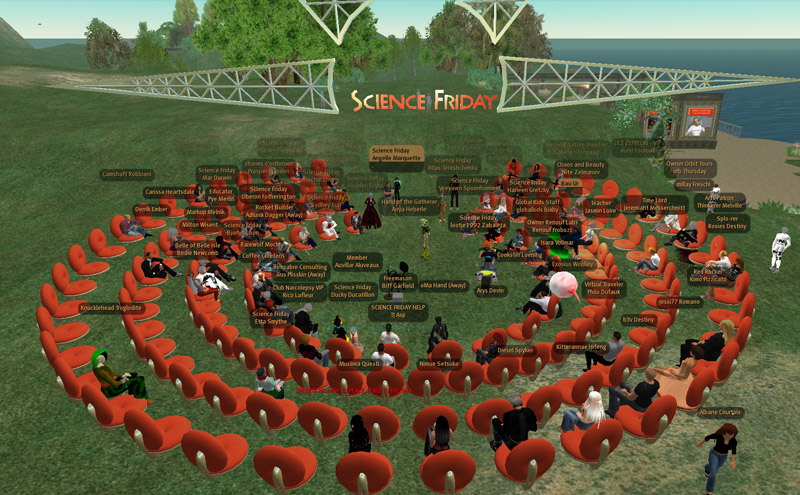
Un Vendredi de la Science de la National Public Radio (NPR) dans Second Life (avec la National Oceanic and Atmospheric Administration), peu fréquenté.

#### Création d'un groupe de personnes ou d'avatars
Chaque utilisateur peut devenir membre d'un ou plusieurs groupe(s) d'utilisateurs dans un but commun, comme vivre leur deuxième vie d'une manière particulière (il existe plusieurs groupes d'elfes, de vampires et de Jedis, pour ne citer que des communautés « science-fiction »), se tenir au courant de l'actualité locale, gérer une commune de terres, organiser des débats philosophiques ou politiques, participer à des jeux, fêtes, concerts ou concours, rester en contact avec des compatriotes (groupes francophones, italiens, japonais, coréens, etc.), etc.
Il existe des clubs qui organisent des soirées avec disc jockey et danseuses-animatrices. Des concerts en direct sont également possibles à l'aide de ce système.

#### Groupe littéraire
En outre, des groupes littéraires se sont formés dans Second Life. Par exemple Littérature francophone, Arts and Literature Group et literaturcafe.de. D'un côté ces groupes fournissent des forums de lecteurs et de l'autre côté une plateforme pour des auteurs. Les événements littéraires consistent en des présentations de textes, habituellement lus par les auteurs eux-mêmes. Par exemple des groupes allemands ont présenté plusieurs écrivains comme Klaus Ebner, Holger Beirant et Kirsten Riehl. Les présentations littéraires proviennent surtout des groupes anglophones, germanophones et francophones, mais d'autres communautés linguistiques sont également actives en littérature.

#### Critiques positives et négatives de Second Life
La médiatisation de Second Life en 2007 a entraîné des études et des controverses sur les pratiques des utilisateurs dans Second Life. Selon Andreas Kaplan et Michael Haenlein, Second Life est un monde « à part ». Ils montrent que les utilisateurs considèrent plus Second Life comme une extension de leur monde réel que comme un simple jeu vidéo. Cette « deuxième vie » est vécue de manière très différente suivant les personnes s'y essayant : rencontres et interactions sociales pour les uns, développement d'un rôle à part entière dans une communauté spécifique pour d'autres, ou poursuite de fantasmes divers, jeux de rôles ou d'arcades (jeux dans le jeu), conception et utilisation d'outils de communication et d'enseignement, création artistique, recherche socio-économique et marketing, et même thérapie contre certaines phobies ou psychoses. De manière générale, l'absence d'objectif à atteindre ou d'histoire à suivre fait que ce monde ne renvoie que ce que l'on y apporte soi-même - une deuxième vie au sens propre, donc.
À l'époque de sa médiatisation, les pratiques des utilisateurs déviantes ou contraires à la loi ou la morale sont relayées dans les médias. Il est avéré que certains utilisateurs pratiquent une forme de prostitution virtuelle pour gagner de l'argent Linden. En mai 2007, un reportage réalisé par une émission d'information allemande, Report Mainz, a soulevé une polémique en Allemagne, en montrant un avatar mâle adulte ayant l'équivalent d'une relation sexuelle avec un avatar d'apparence enfantine. Une enquête de la police allemande, en collaboration avec Linden Lab, a conduit à la clôture des comptes des deux utilisateurs, qui se sont révélés être un homme de 54 ans et une jeune femme de 27 ans. L'émotion suscitée par cet événement a conduit Linden Lab à renforcer ses systèmes de vérification d'âge, jusqu'ici fondés sur une déclaration de l'utilisateur et un numéro de carte de crédit, à l'aide d'un système d'authentification reposant désormais sur le numéro de sécurité sociale. En 2011, devant le recul de la fréquentation du jeu, Linden Lab est pourtant revenu à un système de déclaration sur l'honneur et a fermé la grille réservée aux adolescents. Pour Morgane Tual, journaliste au journal Le Monde, en 2016 le sexe reste omniprésent dans Second Life et semble être un moteur très important de la motivation de ceux qui le fréquentent.
Second Life peut être vu cependant comme une manière de passer le temps, et parfois aussi de combler la solitude, pour des personnes isolées ou handicapées, qui peuvent ainsi maintenir un lien social. Entre 10 et 20 % des habitués seraient ainsi des personnes souffrant de handicaps mentaux ou physiques. La dimension culturelle de Second Life est également soulignée par certains participants.

### Filmographie
- Les Experts : Manhattan : saison 4, épisode 5, « Scène de crime virtuelle », 2008.
- Alain Della Negra et Kaori Kinoshita, The cat, the reverend and the slave, documentaire, 90 minutes, 2009.
- Mon Avatar et moi, docu-fiction de Bente Milton et Mikkel Stolt, 2009.
- R U There (en) : film de David Verbeek écrit par Rogier de Blok, 2010.

### Ouvrages sur le sujet
- Julian Dibbell, Play Monay, éditions Basic Books, 1er juillet 2006.
- Stéphane Pilet, Les Secrets de Second Life, éditions First Interactive, 1er septembre 2007.
- Daniel Terdiman, The entrepreneur's guide to Second Life, 1er octobre 2007.
- Robert Freedman, How to Make Real Money in Second Life, 1er décembre 2007.
- De Collectif, Agnès de Cayeux et Cécile Guibert, Second Life: un monde possible, éditions Petits Matins, 1er décembre 2008.
- Tom Boellstroff, Un anthropologue dans Second Life, éditions Academia L'Harmattan, 1er mai 2013.
- MEI 37, Les Territoires du virtuel, éditions L'Harmattan, 1er janvier 2014.